# Dagmar Andrtová-Voňková
Dagmar Andrtová-Voňková (* 13. května 1948 Hradec Králové) je česká kytaristka, skladatelka a zpěvačka.
Rodným jménem Reschová. Po gymnáziu studovala dva roky pedagogickou fakultu, poté vystřídala řadu příležitostných zaměstnání (referentka, správcová, servírka, pokladní v divadle, modelka), zároveň s tím se věnovala hudbě. Její oficiální hudební kariéra začala v roce 1971, kdy se objevila v soutěži Mladého světa. Později se stala členkou sdružení Šafrán.
Její význam spočívá především ve skvělé technice kytarové hry plné experimentů, které nikdo před ní nezkoušel. Hraje s jedním nebo i dvěma smyčci, pravou rukou hraje na hmatníku, škrábe po strunách nehty apod.
V první půlce 90. let 20. století nahrála hudbu pro představení Rok na vsi bratří Mrštíků, které v Národním divadle uvedl Miroslav Krobot. Hudbu Andrtové-Voňkové doplňuje zpěv lidového sboru moravské vesnice.
Na konci roku 2010 vydalo nakladatelství Galén knihu Listí, která obsahuje písňové texty, básně a kresby Dagmar Andrtové-Voňkové.

## Diskografie
- SP, Supraphon, 1976 (Holoubek/Chlapci na tom horním konci)
- Cesty (7) (1985) – EP
- Cesty '85, Panton na Portě, LP sampler, Panton, 1985 – píseň L'avor azur
- Popado, popado, EP Panton, 1986
- SP Panton, 1986 (Tvůj byl jsem orel/Desatero noh)
- Dagmar Andrtová-Voňková, LP, Panton, 1986
- SP Supraphon, 1987 (Holoubek/Duj větříčku)
- Drobné skladby mistrů, EP sampler, 1988 – píseň Kaše
- Živá voda, LP, Panton, 1989
- Šafrán, sampler LP, Supraphon, 1989
- Czech Alternative Music Vol. 1., CD sampler, Indies Records, 1993
- Golden Gate: The Magician of Guitar from Prague I., CD, Alida/Creativeman Disc, Japonsko, 1995
- Dagmar Andrtová, CD, Bonton Music, 1996

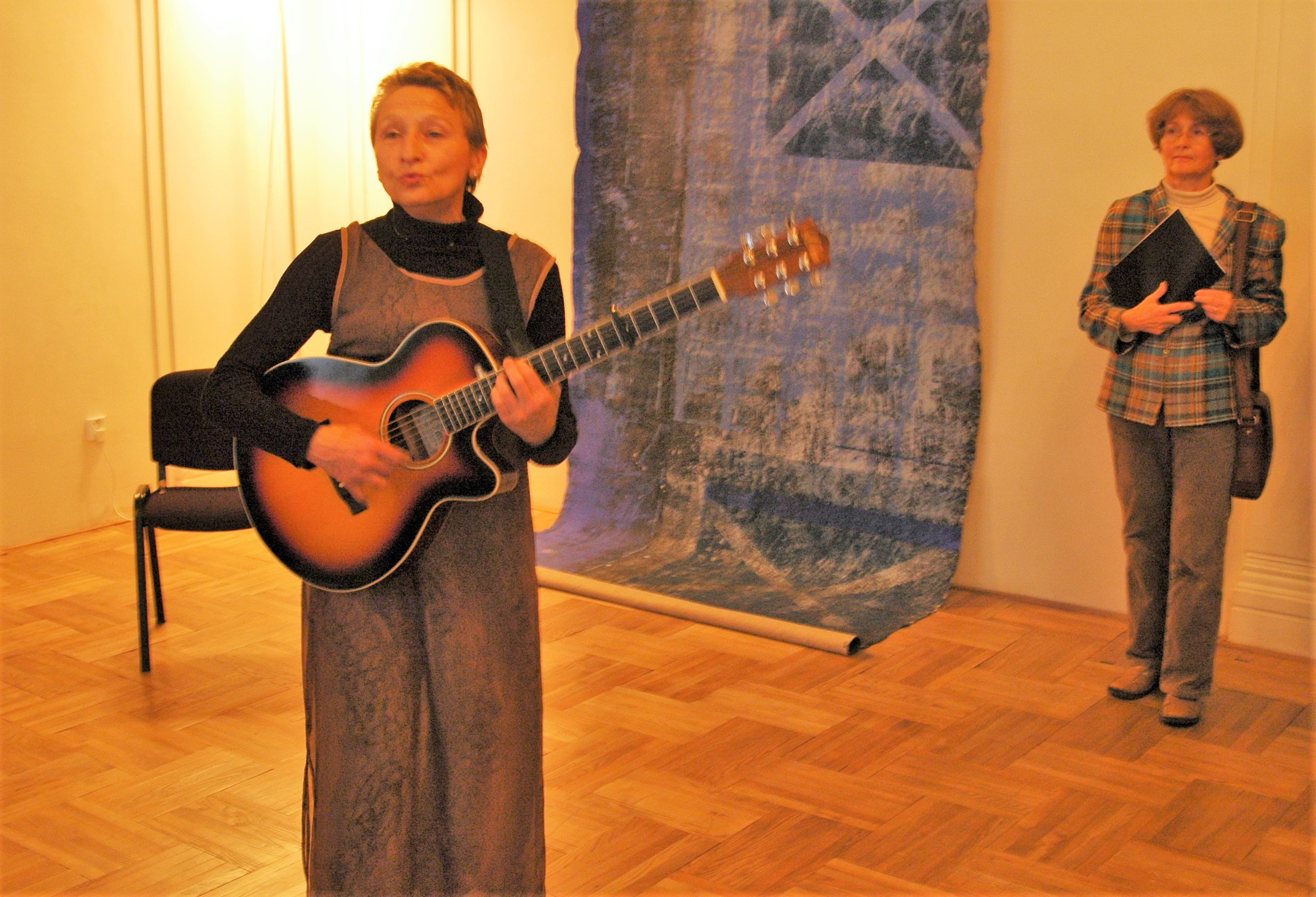
Dagmar Voňková-Andrtová koncertuje v Muzeu umění a designu Benešov (1995)

- Dagmar Voňková-Andrtová koncertuje v Muzeu umění a designu Benešov (1995)Voliéra, CD, Indies Records, 1997 – s Radimem Hladíkem; v roce 1996 vyšlo v Japonsku s rozdílem v jedné skladbě jako Bird Cage
- Sloni v porcelánu, CD sampler, 1999 – píseň Pouťová
- Milí moji, 2CD, Indies Records, 2004 – reedice obou LP, SP + mnoho bonusů
- 50 miniatur, CD sampler, 2007 – píseň Kaše
- Slunci ležím v rukou, CD, Indies Happy Trails, 2008 – se Zdeňkem Zdeňkem
- Hostina, CD, Galén, 2017
- Archa, CD, Animal Music, 2020

Dagmar Andrtová-Voňková také hostovala jako zpěvačka kupř. na albech písničkářů Jana Buriana (Dívčí válka) a Jiřího Smrže (Dědičná krev). Její zpěv a kytara je slyšet i na debutovém albu Jablkoně Devátá vlna (1988).

## Ocenění
22. února 2017 jí byla udělena mezinárodní hudební cena Tais Awards za Dlouhodobý přínos pro českou a slovenskou hudbu.  V roce 2010 jí byla udělena Cena Václava Bendy. V roce 2010 získala osvědčení účastnice 3. odboje od Ministerstva vnitra ČR.